# 브라이언 쇼랜드
프란시스 브라이언 쇼랜드 OBE (Francis Brian Shorland OBE, 1909년 7월 14일 – 1999년 6월 8일)는 뉴질랜드의 유기 화학자였다.

## 전기
유기 화학 학사학위(BSc)와 석사학위(MSc)를 취득한 후, 그는 과학 및 산업 연구부에서 일한 경험이 있었다. 그 후 리버풀 대학교로 가기 위해 장학금을 받았고, 토마스 퍼시 힐따치 밑에서 박사학위(PhD)를 취득했다. 그는 농장 동물들의 생선 간 오일과 지방을 연구했다.
1969년 은퇴한 후 그는 웰링턴 빅토리아 대학교 에서 여러 명예직을 역임했다. 그는 1999년 6월 8일 사망했으며 카로리 화장터 에서 화장되었다.

## 명예와 수상
그는 1950년 리버풀 대학교로부터 DSc 학위를, 1970년 빅토리아 웰링턴 대학교로부터 명예 DSc를 받았다. 또한, 1951년에는 뉴질랜드 왕립 학회의 펠로우쉽을, 1955년에는 헥터 메달을 받았다. 1959년 신년 훈장에서는 영국 제국 찬사기사로 지명되었는데, 이는 지방 연구소의 소장으로서 그의 역할을 인정받은 것이다. 1990년에는 뉴질랜드 1990 기념 메달을 수상했다. 또한, 1969년에는 뉴질랜드 식품과학기술 협회의 명예 펠로우쉽을 받았다.

## 쇼랜드 메달
1999년에는 뉴질랜드 과학자 협회가 쇼럴랜드를 기리기 위해 쇼럴랜드 메달을 수여하기로 결정했다. 이 메달은 "과학적 이해에 크게 기여하거나 사회에 큰 혜택을 가져온 기본적이거나 응용 연구에 대한 주요하고 지속적인 기여"를 인정하기 위해 매년 수여된다.

## 추가 자료
- 카메론, 조안 (2014). 브라이언 쇼랜드 : 뉴질랜드 과학의 도옌ISBN 978-0-473-27415-3